# Maleise zwarte gaai
De Maleise zwarte gaai (Platysmurus leucopterus) is een gaaiensoort uit familie kraaien (Corvidae). Deze gaai wordt vaak tot de groep van de boomeksters (Dendrocitta, Crypsirina en Temnurus) gerekend en zou het meest verwant zijn aan de eksters uit het geslacht Crypsirina. Hierover bestaat geen consensus.

## Kenmerken

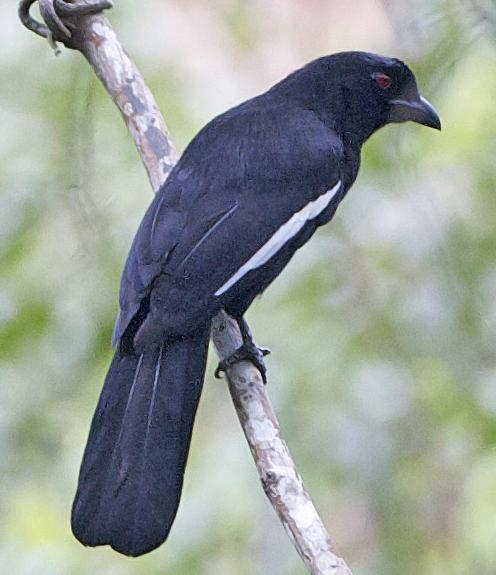

De Maleise zwarte gaai is gemiddeld 36 cm lang. Het is een overwegend zwart gekleurde vogel met een kuifje en een opvallende witte vlek op de grote vleugeldekveren. Onvolwassen vogels hebben geen kuif.

## Verspreiding en leefgebied
De Maleise zwarte gaai komt voor op het schiereiland Malakka en Sumatra. Het is een vogel van mangrove, regenwoud en hoogopgaand secundair bos tot op een hoogte van 800 m boven de zeespiegel.

## Status
De Maleise zwarte gaai heeft een groot verspreidingsgebied en daardoor is de kans op uitsterven niet groot. Daarom staat deze gaai als niet bedreigd op de Rode Lijst van de IUCN. De grootte van de populatie is echter niet gekwantificeerd. Op de Grote Soenda-eilanden vindt vooral in laagland veel ontbossing plaats door illegale houtkap en omzetting in terrein voor agrarisch gebruik.